# Královské stříbření Kutné Hory
Královské stříbření Kutné Hory je gotická historická slavnost pořádaná od roku 1992 každoročně (vždy koncem června) v Kutné Hoře. Děj se odehrává vždy o 600 let zpět oproti skutečnému roku, podstatou je návštěva krále Václava IV. v Kutné Hoře.
Slavnost pořádá občanské sdružení Stříbrná Kutná Hora, jehož členy jsou (kromě fyzických osob) také město Kutná Hora a České muzeum stříbra. Kromě profesionálních i amatérských skupin historického šermu, divadla a hudby se akce účastní v dobových kostýmech také mnoho kutnohorských občanů.

## Program
Program začíná v sobotu v 10:00 slavnostním průvodem rychtáře od Vlašského dvora k chrámu svaté Barbory. Pokračuje velkým průvodem měšťanů a královské družiny do parku pod Vlašským dvorem. Součástí víkendového programu jsou také rytířské turnaje, vystoupení skupin historického šermu nebo tance, nedělní stříbrná mše svatá v chrámu sv. Barbory nebo sobotní velká Dvorská slavnost. 